# Маньи-ан-Бессен
Маньи́-ан-Бессе́н (фр. Magny-en-Bessin) — коммуна во Франции, находится в регионе Нижняя Нормандия. Департамент коммуны — Кальвадос. Входит в состав кантона Ри. Округ коммуны — Байё.
Код INSEE коммуны — 14385.

## Население
Население коммуны на 2010 год составляло 154 человека.
| 1962 | 1968 | 1975 | 1982 | 1990 | 1999 | 2010 |
| ---- | ---- | ---- | ---- | ---- | ---- | ---- |
| 63   | 69   | 63   | 103  | 126  | 109  | 154  |

## Экономика
В 2010 году среди 98 человек трудоспособного возраста (15—64 лет) 76 были экономически активными, 22 — неактивными (показатель активности — 77,6 %, в 1999 году было 72,5 %). Из 76 активных жителей работали 72 человека (41 мужчина и 31 женщина), безработных было 4 (3 мужчин и 1 женщина). Среди 22 неактивных 9 человек были учениками или студентами, 8 — пенсионерами, 5 были неактивными по другим причинам.